# 銀河群

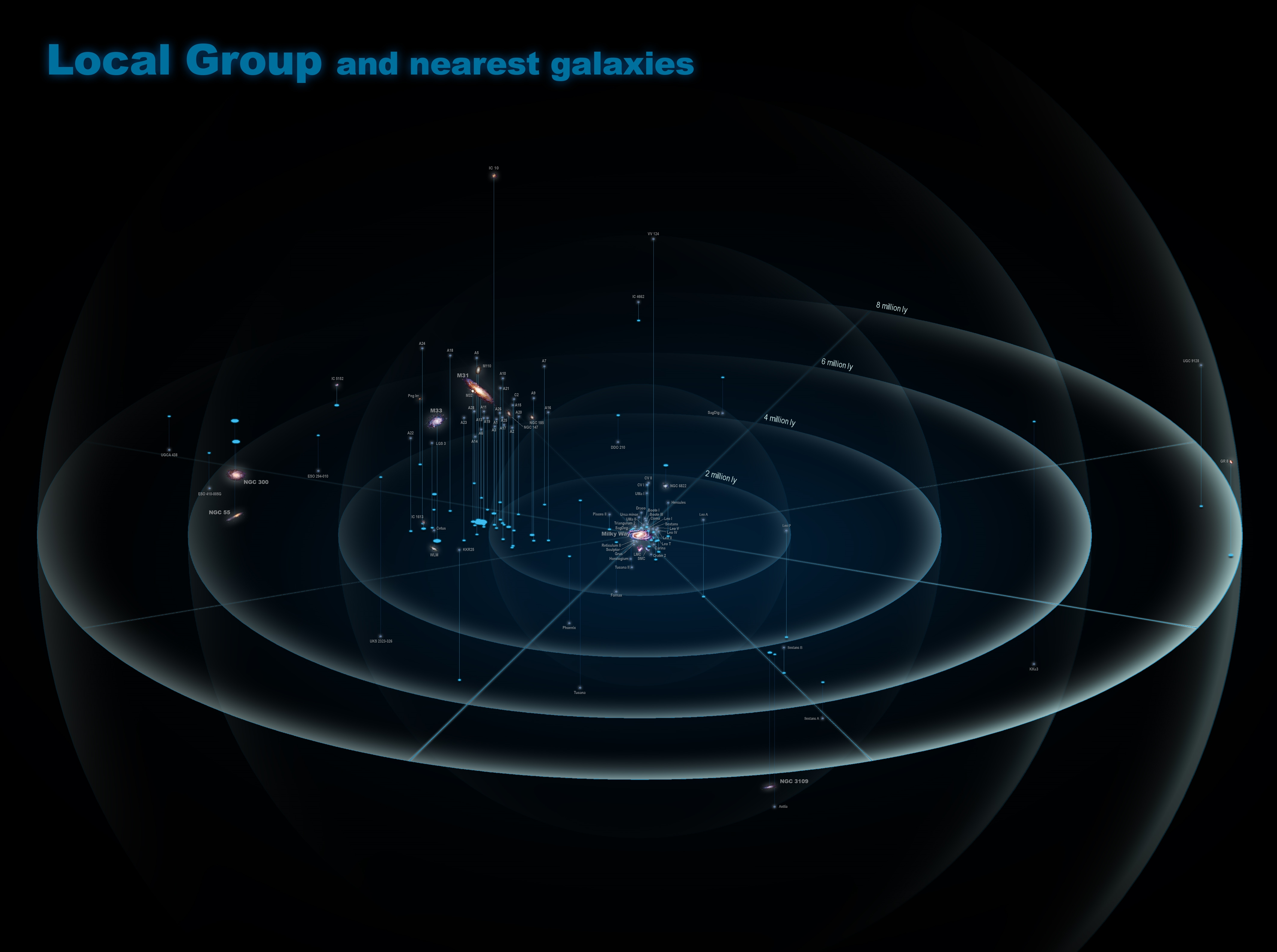
局所銀河群の想像図

銀河群（ぎんがぐん、Galaxy group, group of galaxies, GrG）は、各々がそれぞれ銀河系程度の明るさを持つ、50個程度かそれ以下の銀河が重力的に結びついた集合体である。これよりも銀河の数が多いと銀河団と呼ばれる。また、銀河群や銀河団が集まったものは超銀河団と呼ばれる。
銀河系は、局所銀河群と呼ばれる銀河群の一部である。

## 特徴
銀河群は、最小の銀河の集まりである。銀河の数は50を超えず、典型的には直径は1-2Mpc、質量は約1013太陽質量である。ここの銀河の分散速度は約150km/sである。しかし、これより大きく重いものも銀河群とされることがある。
銀河群は、銀河の最も一般的な構造であり、局所宇宙の銀河の少なくとも50%は銀河群を形成する。銀河群は、非常に大きい楕円銀河と銀河団の中間の質量を持つ。局所宇宙の約半数の銀河群が銀河団ガスから散乱性のX線を放射している。X線を放射する銀河群は、初期のタイプの銀河を含むものである。X線は、銀河群のビリアル半径の10-50%の通常50-500pcの領域から放射される。

## タイプ
銀河群には、いくつかのサブタイプがある。

### コンパクト銀河群
コンパクト銀河群は、小さな領域に銀河が近傍に密に集まった小さな銀河群である。通常5個程度の銀河が他の銀河から離れて存在する。初めて発見されたのはステファンの五つ子銀河で、1877年に発見された。ステファンの五つ子銀河自体は、4つの銀河からなる銀河群と、遠方の1つの銀河が含まれる。天文学者ポール・ヒクソンは、1982年にこのような銀河群を集めたカタログを作った（ヒクソン・コンパクト銀河群）。
目に見える物質の重力は、このように銀河をコンパクトに結び付けるには圧倒的に小さく、暗黒物質の効果を見ることができる。ハッブル時間を超えると、コンパクト銀河群は安定ではなく、銀河の合体等で進化する。

### 化石銀河群
化石銀河群は、古い銀河群の残骸である。ここでは、明るい銀河が合体して楕円銀河を形成している。このような系は、未だ祖先の銀河群程度の大きさのX線ハロを持っている。また、合体していない矮小銀河を含むことがあるが、より重いものは中央の銀河に凝集している。

### 原始銀河群
原始銀河群は、形成の途上にある銀河群である。原子銀河団の小さな形態である。これらは、暗黒物質ハロに埋め込まれた銀河や原始銀河を含み、単一の暗黒物質ハロを持つ銀河群への融合の途上にある。